# Swarzędzkie Fabryki Mebli
Swarzędzkie Fabryki Mebli – przedsiębiorstwo państwowe a następnie spółka giełdowa (SWZ) notowana na Giełdzie Papierów Wartościowych w Warszawie, z siedzibą w Swarzędzu (województwo wielkopolskie, powiat poznański), wchodząca w skład grupy kapitałowej Swarzędz. Jako Swarzędz Meble S.A. od 10 marca 2009 w likwidacji.

## Historia

### Zakład Stolarski Antoniego Tabaki
Firma powstała na początku XX wieku. Najstarszymi zakładami, z których wywodziła się spółka był Zakład Stolarski Antoniego Tabaki ze Swarzędza i Wytwórnia Mebli Artystycznych Józefa Sroczyńskiego z Poznania.

### Przedsiębiorstwo Państwowe Swarzędzkie Fabryki Mebli
Po II wojnie światowej zakłady znacjonalizowano i w 1952 utworzono przedsiębiorstwo państwowe Swarzędzka Fabryka Mebli (SFM). W późniejszych latach do fabryki w Swarzędzu dołączono zakłady w innych miastach, zmieniono również nazwę przedsiębiorstwa na Swarzędzkie Fabryki Mebli. Pod koniec lat 80. XX wieku przedsiębiorstwo tworzyło kilka zakładów produkcyjnych, zlokalizowanych w Swarzędzu (zakład nr 1 i 2), Kostrzynie (zakład nr 3), Poznaniu (zakład nr 4), Mosinie (zakład nr 5), Kościanie (zakład nr 6), Rawiczu (zakład nr 7), Gostyniu (zakład nr 8) oraz filii w Bojanowie. W ramach przedsiębiorstwa działało wiele organizacji społecznych, m.in. Oddział Zakładowy PTTK „Meblarz”, którego prezesem był Marian Jaskuła. Wydawano pismo dla załogi – dwutygodnik "Segmenty". Długoletnim dyrektorem przedsiębiorstwa w tym okresie był dr Andrzej Pawlak.

### Swarzędzkie Fabryki Mebli S.A.
30 października 1990 nastąpiła komercjalizacja – z przedsiębiorstwa państwowego utworzono spółkę akcyjną, a następnie prywatyzacja przedsiębiorstwa – jedna z pierwszych w III Rzeczypospolitej. Zmianie uległa nazwa przedsiębiorstwa na Swarzędzkie Fabryki Mebli S.A. Pierwszym prezesem spółki został dotychczasowy dyrektor przedsiębiorstwa dr Andrzej Pawlak. W 1991 spółka była jednym z pierwszych przedsiębiorstw notowanych na Giełdzie Papierów Wartościowych w Warszawie.

### Swarzędz Meble S.A.
W lipcu 2000 nastąpiła zmiana nazwy spółki na Swarzędz Meble S.A. Spółka była m.in. sponsorem Klubu Sportowego Akademickiego Związku Sportowego Akademii Wychowania Fizycznego im. Eugeniusza Piaseckiego w Poznaniu, którego drużyna kobiecej piłki siatkowej występował pod nazwą IDMSA Swarzędz Meble AWF Poznań. Przez wiele lat funkcje kierownicze w spółce sprawowali byli członkowie władz naczelnych Związku Harcerstwa Polskiego: prezesem zarządu w latach 1996-2005 był dr Julian Nuckowski (zastępca Naczelnika ZHP, przewodniczący Rady Naczelnej ZHP), wiceprezesem zarządu Andrzej Ornat (Naczelnik ZHP w latach 1980-1982, minister-członek Rady Ministrów w latach 1982-1985) oraz jako członek zarządu i dyrektor finansowy Wiesław Maślanka (Naczelnik ZHP w latach 2000-2005).

## Likwidacja
10 marca 2009 Nadzwyczajne Walne Zgromadzenie Spółki podjęło uchwałę w sprawie rozwiązania i likwidacji spółki. 19 maja 2010 złożono w sądzie rejonowym wniosek o ogłoszenie upadłości, obejmującej likwidację majątku. Ostatnim prezesem zarządu był Łukasz Stelmaszyk. Z dniem 16 stycznia 2011 wycofano akcje Swarzędz Meble SA z obrotu giełdowego. Dokumenty pracownicze przechowywane są w Archeon - Składnica Akt Pracowniczych Sp. z o.o. w Janikowie.

## Prezesi
- Andrzej Pawlak: 1990 rok
- Julian Nuckowski: 1996 do 2005 roku
- Jarosław Król: 21 września 2005 do 30 stycznia 2006 roku[10][11],
- Włodzimierz Ehrenhalt: 30 stycznia 2006 do 15 października 2007 roku[12]
- Łukasz Stelmaszyk: od 15 października 2007 roku